# 4523-as mellékút (Magyarország)
A 4523-as számú mellékút egy 9,5 kilométer hosszú, négy számjegyű mellékút Csongrád-Csanád vármegye területén; Mindszent települést köti össze a térséget feltáró legfontosabb útvonallal, a Kunszentmárton-Szentes-Hódmezővásárhely közt húzódó 45-ös főúttal.

## Nyomvonala
Derekegyház közigazgatási területén, de a központjától több kilométerre délkeletre ágazik ki a 45-ös főútból, annak 38+450-es kilométerszelvénye táján, a főúton közlekedő helyközi buszjáratok Ördöngösi-halastó megállójánál. Nyugat felé indul, és alig 100 méter után el is hagyja Derekegyház területét, átlépve Mindszent határát. 8,8 kilométer után éri el a település legkeletibb házait, ott a Mihási út nevet veszi fel. Utolsó méterein keresztezi a MÁV 130-as számú Szolnok–Hódmezővásárhely–Makó-vasútvonalának vágányait, majd véget is ér, beletorkollva a 4521-es útba, annak 15+100-as kilométerszelvénye táján.
Teljes hossza, az országos közutak térképes nyilvántartását szolgáló kira.gov.hu adatbázisa szerint 9,451 kilométer.

## Települések az út mentén
- (Derekegyház)
- Mindszent